# Klein József
Klein József (Csermő, 1896 – Auschwitz, 1945?) festőművész.

## Életpályája
Klein József 1896-ban született az Arad melletti Csermőn. Szobafestő apja fiát is szobafestőnek szánta, de közben elvégeztetett vele négy gimnáziumi osztályt is. Tizenöt évesen határozza el, hogy művészi pályára lép. Később Pesten Réti István tanítványa lett.
1920–1921-ben a nagybányai Szabadiskola növendéke, de közben már 1921-ben Kolozsváron is szerepel a művészek között, a nagybányaiakkal közösen. Pár évvel később pedig már Aradon és Szatmáron is volt önálló kiállítása. Közben megnősült, majd másfél éves tanulmányútra ment Párizsba.

## Párizsi évei
Párizsi évei alatt és később itthon is munkáiban főleg az aktkompozíciók dominálnak inkább, s ritkábban a tájképek vagy a csendéletek. Kezdeti kompozícióin figurái majdnem mindig egyedül szerepeltek, később azonban mind gyakrabban helyezi alakjait a tájba. Ideáljai a kortársak közül Frans Masereel, Derkovits Gyula, Käthe Kollwitz, Brâncuşi voltak. Szerette Rétit, Ferenczyt, Szinyei Merse Pált, a francia impresszionistákat, a korai s késői reneszánsz mestereit, a néger primitíveket, Csontváryt, de nem szerette Munkácsyt és a szürrealistákat sem. 
Párizsi évei alatt is kapcsolatot tartott fenn a legkülönbözőbb művészekkel. Kapcsolatai közé tartozott többek között: Csikos Antónia, Ferenczy Noémi, Ferenczy Béni, Krizsán János, Korda Vince, Florián Gheorghe, Pascu Eugen, Kmetty János, Kádár Géza, Jándi Dávid, Perlrott-Csaba Vilmos is.

## Nagybányai évei

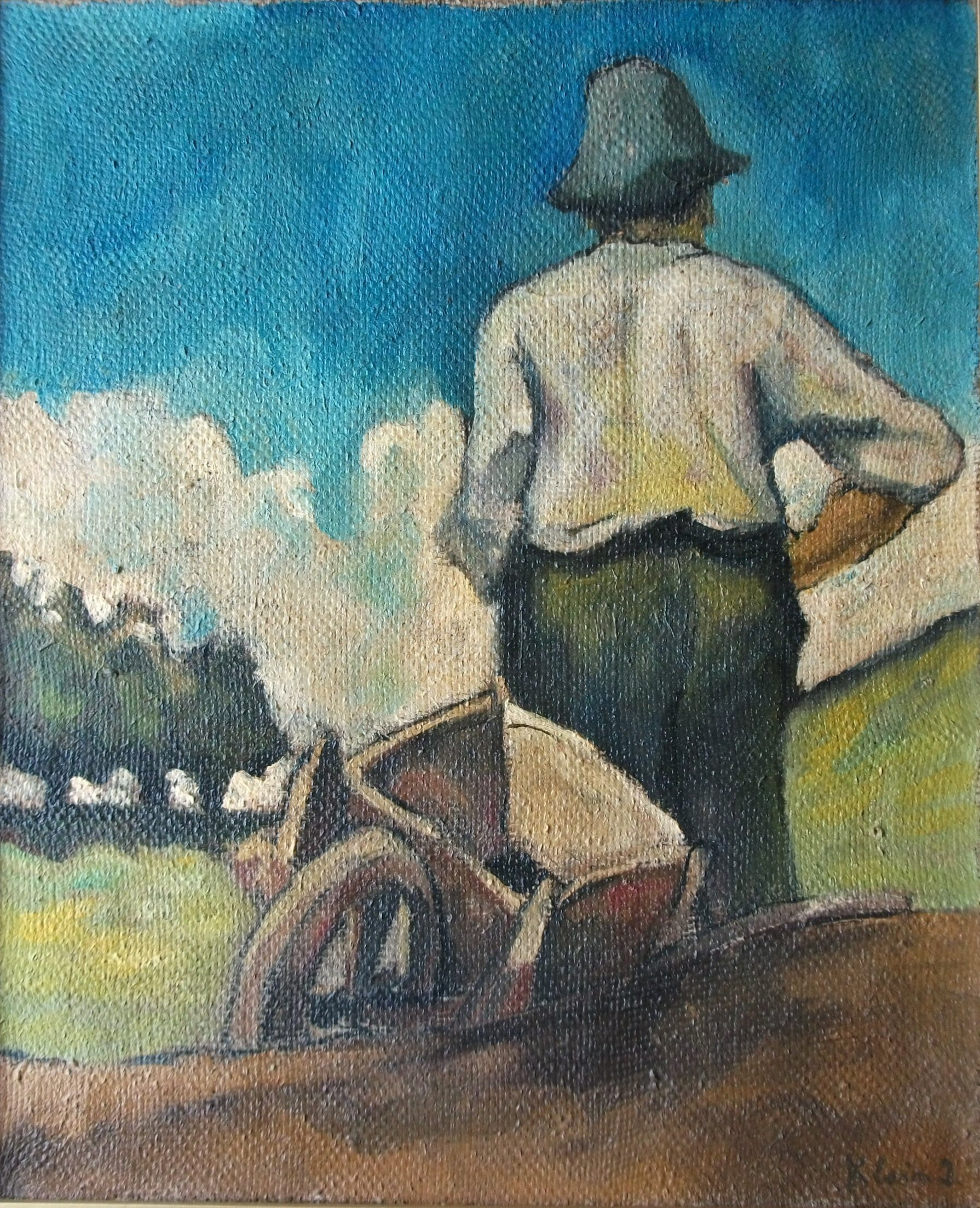

Nagybányára 1927-ben tért vissza Párizsból, majd 1932-ig Nagybányán dolgozott. Később öt évet Bukarestben töltött, nyarait közben Nagybányán töltve, majd visszatért Bukarestbe, ahol a bányai élményekből táplálkozva festette képeit. 1937-ben újra visszatért Nagybányára. 
Élete utolsó szakaszában többször is visszatért korábbi impresszionizmusához, tájat, ritkábban csendéletet, emellett kisebb kompozíciókat készít két-három figurával, melyeken az erős színkontrasztok dominálnak, stilizált, kevésbé plasztikus alakokkal, előző képeihez hasonlóan, alig jelzett tájjal. Ezeket a képeit hasonlítják legtöbbször Gauguinéihez. 
Kapcsolata a nagyvilággal párizsi évei után sem szakadtak meg. Gyakran utazott Bécsbe és Budapestre, több évet töltött Bukarestben, többször kapott meghívást az Egyesült Államokban élő sógorától, ő azonban Nagybányán maradt, itt volt művészetének forrása, itt érezte igazán otthon magát.
Nagybányán élt 1944-ig, amikor a németek koncentrációs táborba hurcolták, ahol 1945-ben veszett nyoma.